# Nižnij Imbak
Il Nižnij Imbak (in russo Нижний Имбак?) è un fiume della Russia siberiana orientale, affluente di destra dell'Enisej. Scorre nel Turuchanskij rajon del Territorio di Krasnojarsk.
Il fiume ha origine in una zona paludosa dell'altopiano della Siberia centrale, ha un corso molto irregolare e cambia spesso direzione. Sfocia nell'Enisej a 1 214 km dalla foce, presso il villaggio di Nižneimbatskoe. Ha una lunghezza di 232 km e il suo bacino è di 2 230 km². Come tutti i fiumi della zona gela in ottobre e rimane coperto di ghiaccio fino a maggio.